# Trevethin
Trevethin (en anglais) ou Trefddyn (en gallois) est une communauté du borough de comté de la Torfaen, au pays de Galles. Il s'agit d'une banlieue de Pontypool située au nord du centre-ville.

## Démographie
Au recensement de 2011, la communauté de Trevethin comptait 5 147 habitants.